# Турчин Василь Федорович
Васи́ль Фе́дорович Турчи́н (нар. 5 липня 1922 — пом. 3 листопада 1980) — радянський військовик часів Другої світової війни, сержант. Герой Радянського Союзу (1945).

## Життєпис
Народився 5 липня 1922 року в селищі Нова Прага, нині Олександрійського району Кіровоградської області, в селянській родині. Українець. У 1937 році закінчив місцеву семирічку й працював у колгоспі «Червоний прапор». З 1939 року очолював комсомольську організацію колгоспу.
До лав РСЧА призваний Новопразьким РВК в липні 1941 року. Закінчив курси кулеметників у Ворошиловграді. На фронтах німецько-радянської війни з листопада 1941 року. Воював на Західному, Центральному, Брянському і 1-у Білоруському фронтах. Чотири рази був поранений. Член ВКП(б) з 1945 року.
Особливо командир обслуги станкового кулемета 3-го кавалерійського ескадрону 12-го гвардійського кавалерійського полку 3-ї гвардійської кавалерійської дивізії 2-го гвардійського кавалерійського корпусу сержант В. Ф. Турчин відзначився при проведенні Берлінської операції. 22 квітня 1945 року під час форсування річки Шпрее під сильним рушнично-кулеметним і артилерійським вогнем супротивника першим змайстрував з підручних засобів плот і на ньому разом з кулеметом і обслугою переправився на західний беріг. Зайнявши вогневий рубіж, вогнем кулемета відбив дві контратаки ворога, знищивши при цьому до 50 ворожих солдатів. Після того, як вибули в ладу навідник кулемета і його помічник, вів щільний вогонь по супротивнику, доки не скінчились набої. В критичний момент бою, коли ворог наблизився впритул до позиції, сержант Турчин гранатами і вогнем з автомата знищив ще 8 солдатів ворога. Після того, як піднощик приніс коробки з патронами, продовжував вести кулеметний вогонь до підходу підкріплення.
У 1946 році демобілізувався. Мешкав у Калінінграді, працював на м'ясокомбінаті, в риболовецькому порту, в транспортній конторі зв'язку. Помер 3 листопада 1980 року.

## Нагороди
Указом Президії Верховної Ради СРСР від 31 травня 1945 року за зразкове виконання бойових завдань командування на фронті боротьби з німецько-фашистськими загарбниками та виявлені при цьому відвагу і героїзм, сержантові Турчину Василю Федоровичу присвоєне звання Героя Радянського Союзу з врученням ордена Леніна і медалі «Золота Зірка».
Також був нагороджений орденом Червоної Зірки (08.02.1945) і медалями.